# Simon Scharsch
Simon Scharsch (* 18. Oktober 1860 in Dinsheim-sur-Bruche, Elsass; † 3. März 1928 im Kloster Maria Hilf, Bonn-Endenich) war ein Priester im Orden der Oblaten (OMI).

## Werdegang
Nach dem Schulbesuch in dem französischen Oblatenkloster Sion von 1875 bis 1879 und einem Probejahr im holländischen Beek absolvierte er ein philosophisch-theologisches Studium in Rom und wurde 1886 zum Priester geweiht. Von 1888 bis 1892 war er Lehrer in dem Oblatenkloster St. Karl bei Valkenburg.
Nach der Gründung der deutschen Ordensprovinz der Oblaten im Mai 1895 war Scharsch bis 1904 ihr erster Provinzial. 1896 ließ er das Bonifatiuskloster in Hünfeld bauen. 1903 gehörte er zu den ersten Pionieren der neu gegründeten Missionsschule Kloster Maria Engelport, deren erster Superior er bis 1904 war. Bis 1919 war er Mitglied des Generalrates der Oblaten, dann war er Spiritual des Benediktinerinnenklosters Maria Hilf in Bonn-Endenich.

## Werk
Simon Scharsch spielte schon als 12-Jähriger Orgel und betätigte sich später als Komponist. Eines seiner Werke ist das Weihnachtslied Hodie Christus natus est.
Ferner war er Autor verschiedener theologischer Werke mit Titeln wie Gotteswege in der Seele und Mahnworte zum Leben in Gott (Dülmen 1927). Die Veröffentlichung der von ihm verfassten Vita der Bonner Benediktinerinnen-Oberin Rita Scheuer (1880–1925) fiel der Ordenszensur zum Opfer.